# 원다풍
《원다풍》은 한국방송공사 2TV 특집드라마이다.

## 제작진
- 극본 : 이호
- 연출 : 운군일

## 출연진
- 김민자
- 김희애
- 선동혁
- 손영춘
- 전인화
- 정애란
- 태민영